# Peri Mirim
Peri-Mirim é um município do estado do Maranhão, no Brasil. Sua população, conforme Censo de 2010, era de 13 071 habitantes.

## Etimologia
"Peri-Mirim" é um topônimo originário da língua tupi antiga: significa "pequeno junco", através da aglutinação de piripiri (junco) e mirĩ (pequeno).

## História
Peri-Mirim teve sua origem ligada a imigrantes vindos das cidades de Alcântara e São Bento, que buscavam novos pastos para seus gados. Ao chegarem na região onde se localiza hoje o município de Peri-Mirim, encontraram novos e bons pastos e acabaram se fixando por lá. Batizaram a cidade com o nome de Vila de Macapá, anexada ao município de São Bento. Em 1919, a vila foi elevada à categoria de município. Entre 1931 e 1935, esteve reanexada ao município de São Bento. Em 1943, o topônimo foi alterado para "Peri-Mirim".